# Markovljevo svojstvo
U teoriji vjerojatnosti,  stohastički proces ima  Markovljevo svojstvo ako buduća raspodjela vjerojatnosti procesa, za dano trenutno stanje i sva prošla stanja, ovisi samo o trenutnome stanju i niti o jednom drugome prethodnom. Markovljevo svojstvo se obično naziva Markovljev proces, i može biti opisano kao markovljevo. Pogledti posebno
- Markovljev lanac
- Markovljev proces u kontinuiranom vremenu

Matematički, ako je X(t), t > 0, stohastički proces, Markovljevo svostvo kaže da je
{\displaystyle \mathrm {Pr} {\big [}X(t+h)=y\,|\,X(s)=x(s),\forall s\leq t{\big ]}=\mathrm {Pr} {\big [}X(t+h)=y\,|\,X(t)=x(t){\big ]},\quad \forall h>0.}
Markovljevi procesi su tipicno nazvani (vremenski-) homogenima ako
{\displaystyle \mathrm {Pr} {\big [}X(t+h)=y\,|\,X(t)=x{\big ]}=\mathrm {Pr} {\big [}X(h)=y\,|\,X(0)=x{\big ]},\quad \forall t,h>0,}
a inače su nazvani (vremenski-) nehogomenima. Homogeni Markovljevi procesi, obično jednostavniji od nehogomenih, čine najvažniju klasu Markovljevih procesa.
U nekim slučajevima, naizgled nemarkovljevski procesi mogu svejedno imati Markovljeve karakteristike, konstruirane proširivanjem koncepata 'trenutnih' i 'budućih' stanja. Na primjer, neka je X nemarkovljevski proces. Tada se definira proces Y, tako da svako stanje od Y predstavlja vremenski interval stanja od X-a, tj. matematički
{\displaystyle Y(t)={\big \{}X(s):s\in [a(t),b(t)]\,{\big \}}.}
Ako Y ima Markovljevo svojstvo, tada je Markovljevo predstavljanje od X-a. U ovom slučaju, X je također nazavan 
Markovljev proces drugog reda. Markovljevi procesi višeg reda se definiraju analogno.
{\displaystyle Y(t)={\big \{}X(s):s\in [a(t),b(t)]\,{\big \}}.}
Primjer nemarkovljevih s markovljevim predstavljanjem vremenski red pomičnog prosjeka.
Najpoznatiji Markovljevi procesi su Markovljevi lanci, ali i mnogi drugi procesi, uključujući Brownovo gibanje (približno), su Markovljevi. 

## Vidjeti također
- Primjeri Markovljevih lanaca
- Andrey Markov
- Markovljev proces